# Rauhenberg (Tegernseer Berge)
Der Rauhenberg ist ein 1703 m ü. NHN hoher Berg mit Gipfelkreuz westlich des Plankensteins bei Rottach-Egern. Er ist mit diesem über einen Grat verbunden, auf dem sich noch der Röthenstein als Graterhebung befindet. Der Rauhenberg ist als teilweise weglose Bergtour über den genannten Grat erreichbar.